# (37845) 1998 DF6
1998 DF6 (asteroide 37845) é um asteroide da cintura principal. Possui uma excentricidade de 0.16479690 e uma inclinação de 4.09336º.
Este asteroide foi descoberto no dia 22 de fevereiro de 1998 por NEAT em Haleakala.